# Great Ape Project
Great Ape Project (GAP) är en internationell organisation grundad 1993 av primatologer, psykologer, etiker och andra experter som förespråkar en FN-deklaration om grundläggande juridiska rättigheter för alla människoapor vilka förutom människor är gorillor, schimpanser, dvärgschimpanser och orangutanger. De rättigheter som föreslagits är rätten till liv, skyddandet av individuell frihet och frihet från tortyr.